# Arman Amirkchanian
Arman Amirkchanian (11 juli 1979) is een Armeens voormalig voetbalscheidsrechter. Hij was in dienst van FIFA en UEFA tussen 2006 en 2011. Ook leidde hij tot 2011 wedstrijden in de Bardzragujn chumb.
Op 27 juli 2006 leidde Amirkchanian zijn eerste wedstrijd in Europees verband tijdens een wedstrijd tussen SS Murata en APOEL Nicosia in de eerste voorronde van de UEFA Cup; het eindigde in 0–4 en de Armeen gaf vier gele kaarten. Zijn eerste interland floot hij op 9 september 2009, toen Tsjechië met 7–0 won van San Marino door onder meer vier goals van Milan Baroš. Tijdens dit duel gaf Amirkchanian zeven gele kaarten en één rode.

## Interlands
| Datum            | Plaats                     | Wedstrijd             | Uitslag | Competitie           | Kreeg geel | Kreeg voor de tweede keer geel en dus rood | Weggestuurd |
| ---------------- | -------------------------- | --------------------- | ------- | -------------------- | ---------- | ------------------------------------------ | ----------- |
| 9 september 2009 | Uherské Hradiště, Tsjechië | Tsjechië – San Marino | 7 – 0   | WK 2010 kwalificatie | 7          | 0                                          | 1           |
| 6 september 2011 | Belgrado, Servië           | Servië – Faeröer      | 3 – 1   | EK 2012 kwalificatie | 2          | 0                                          | 0           |